# Даллас 1957
Даллас 1957 — шаховий турнір, що проходив у місті Даллас в готелі Адольфус, який на той час був найвищою будівлею в Техасі, від 30 листопада до 16 грудня 1957 року. В головному турнірі брали участь 8 шахістів із семи країн, з них троє народились у Польщі: Самуель Решевський, Мігель Найдорф та Деніел Яновський. На жаль радянський шахіст Давид Бронштейн не зміг отримати візу, щоб прибути до Техасу. У побічному матчі Пал Бенко переміг Кена Сміта. Контроль часу був: дві години на перші 40 ходів і 1 година на наступні 20. Виходили друком огляди кожного туру, коментатором яких був Айзек Кешден.

## Результати
Таблиця результатів:
| #  | Учасник            | Країна    | 1  | 2  | 3  | 4  | 5  | 6  | 7  | 8  | Загалом |
| -- | ------------------ | --------- | -- | -- | -- | -- | -- | -- | -- | -- | ------- |
| 1. | Светозар Глігорич  | Югославія | ** | ½½ | 0½ | 1½ | 1½ | 1½ | ½½ | ½1 | 8½      |
| 2. | Самуель Решевський | США       | ½½ | ** | ½½ | ½½ | 0½ | 01 | 11 | 11 | 8½      |
| 3  | Ласло Сабо         | Угорщина  | 1½ | ½½ | ** | ½½ | ½½ | 0½ | ½½ | ½1 | 7½      |
| 4  | Бент Ларсен        | Данія     | 0½ | ½½ | ½½ | ** | ½1 | 01 | 01 | 1½ | 7½      |
| 5  | Деніел Яновський   | Канада    | 0½ | 1½ | ½½ | ½0 | ** | 01 | ½½ | ½1 | 7       |
| 6  | Фрідрік Олафссон   | Ісландія  | 0½ | 10 | 1½ | 10 | 10 | ** | ½½ | ½0 | 6½      |
| 7  | Мігель Найдорф     | Аргентина | ½½ | 00 | ½½ | 10 | ½½ | ½½ | ** | ½0 | 5½      |
| 8  | Ларрі Еванс        | США       | ½0 | 00 | ½0 | 0½ | ½0 | ½1 | ½1 | ** | 5       |

Глігорич і Решевський отримали по $1750, Сабо і Ларсен — по $750, Яновський — $210, Олафссон — $195, Найдорф — $165 і Еванс — $150.